# Kantonsarchäologie Aargau

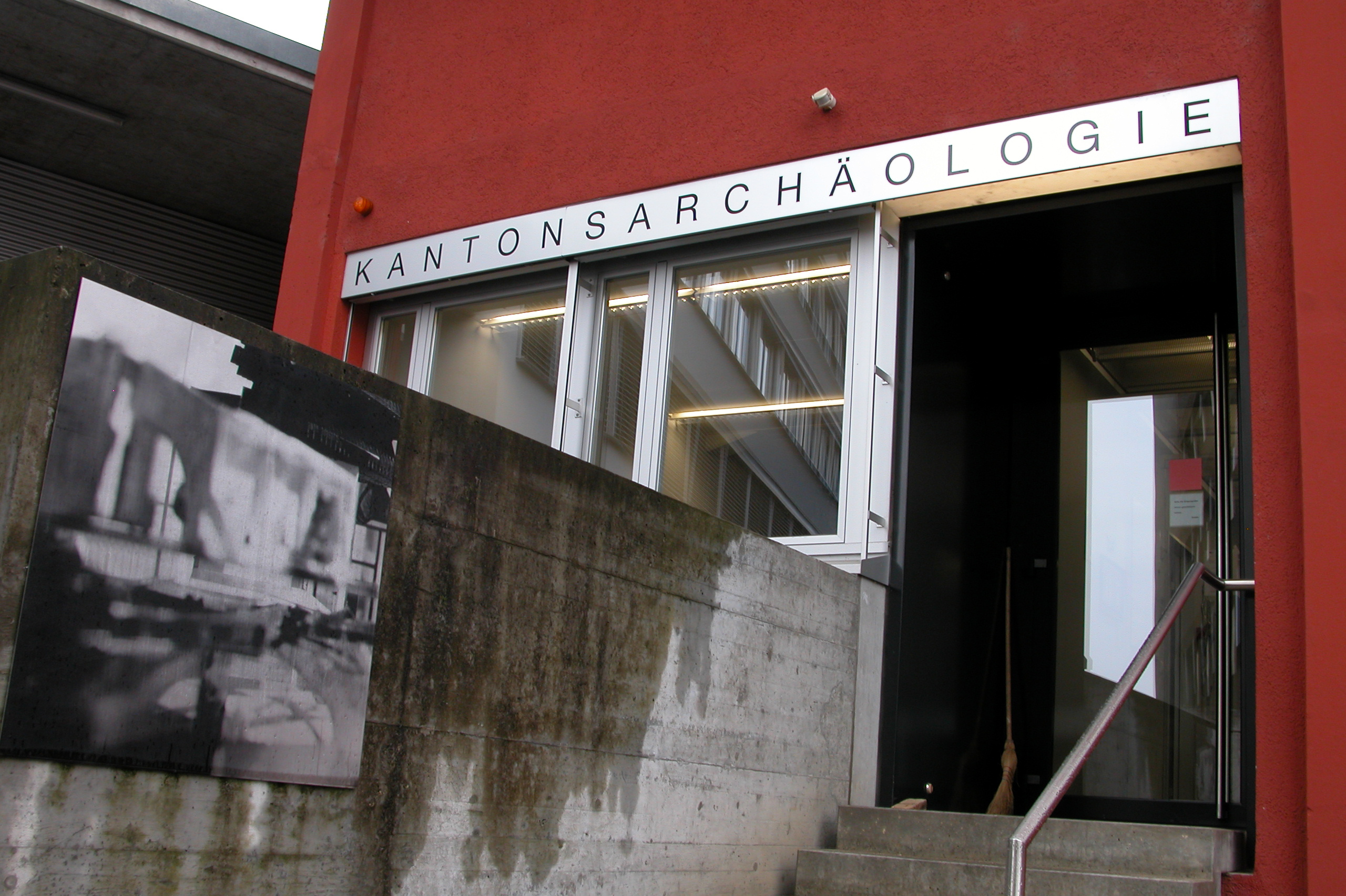
Die Kantonsarchäologie Aargau an der Industriestrasse 3 in Brugg

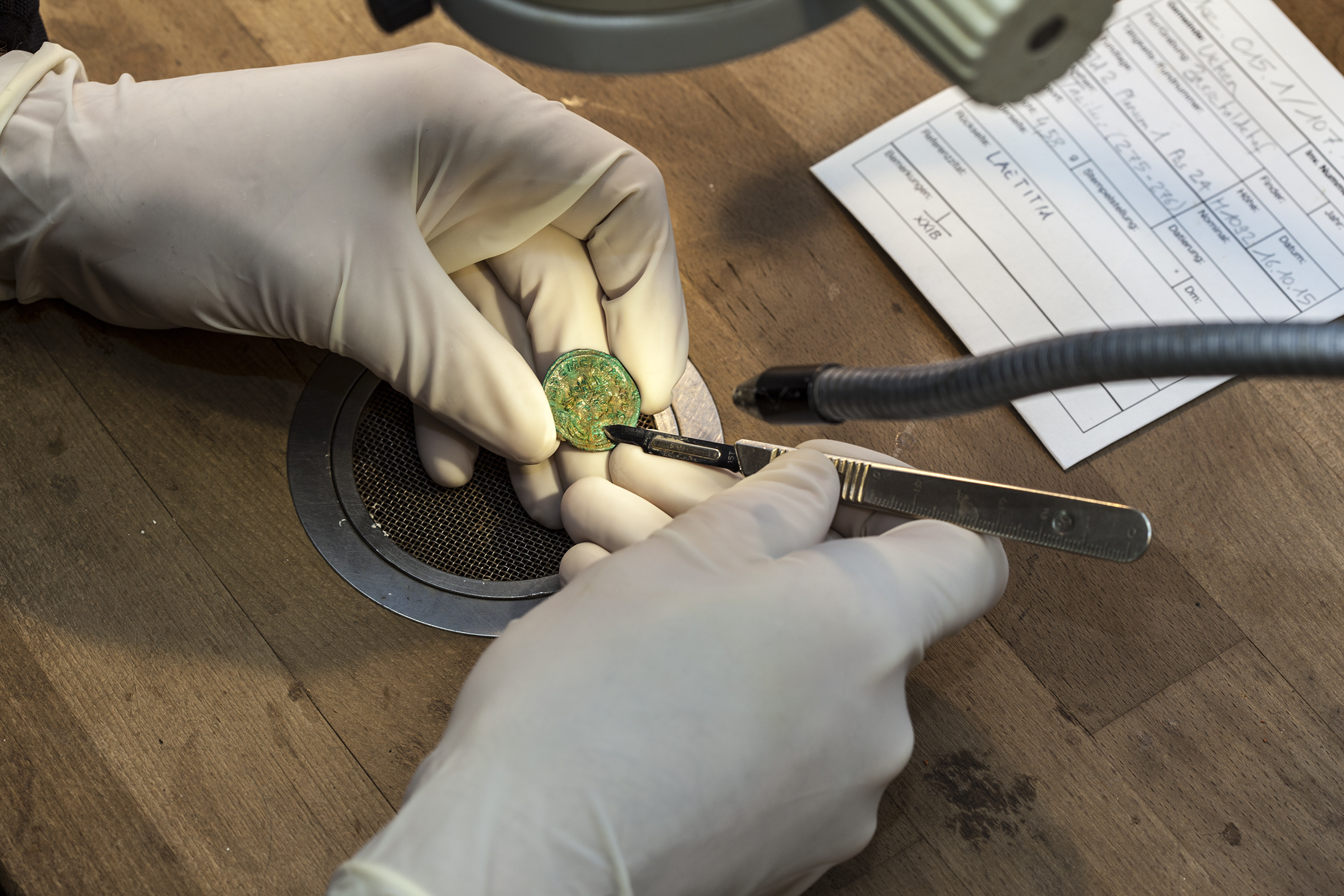
Fachleute der Kantonsarchäologie restaurieren und konservieren archäologische Fundstücke wie hier eine römische Münze.

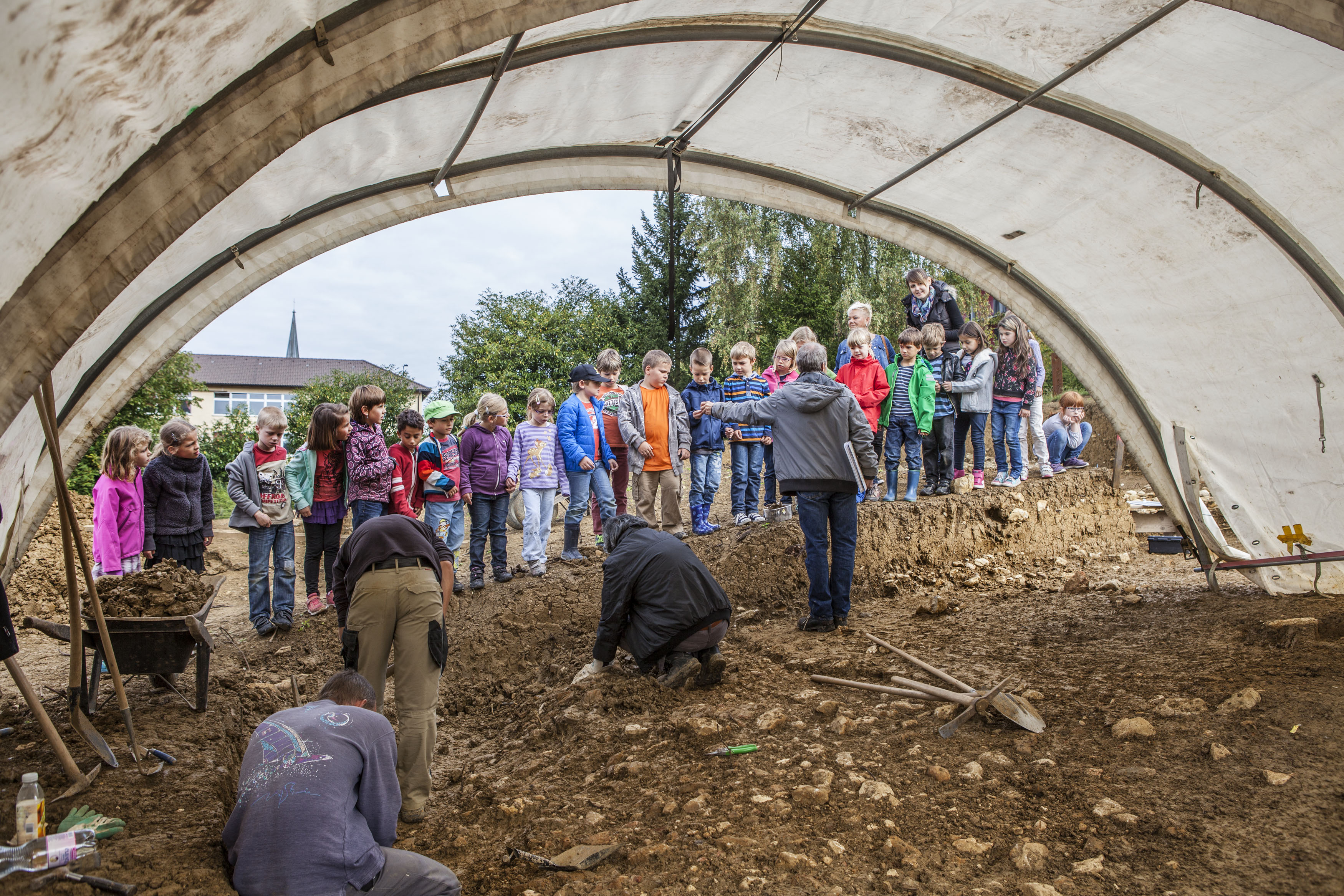
Die Kantonsarchäologie vermittelt Erkenntnisse von Ausgrabungen an die Bevölkerung.

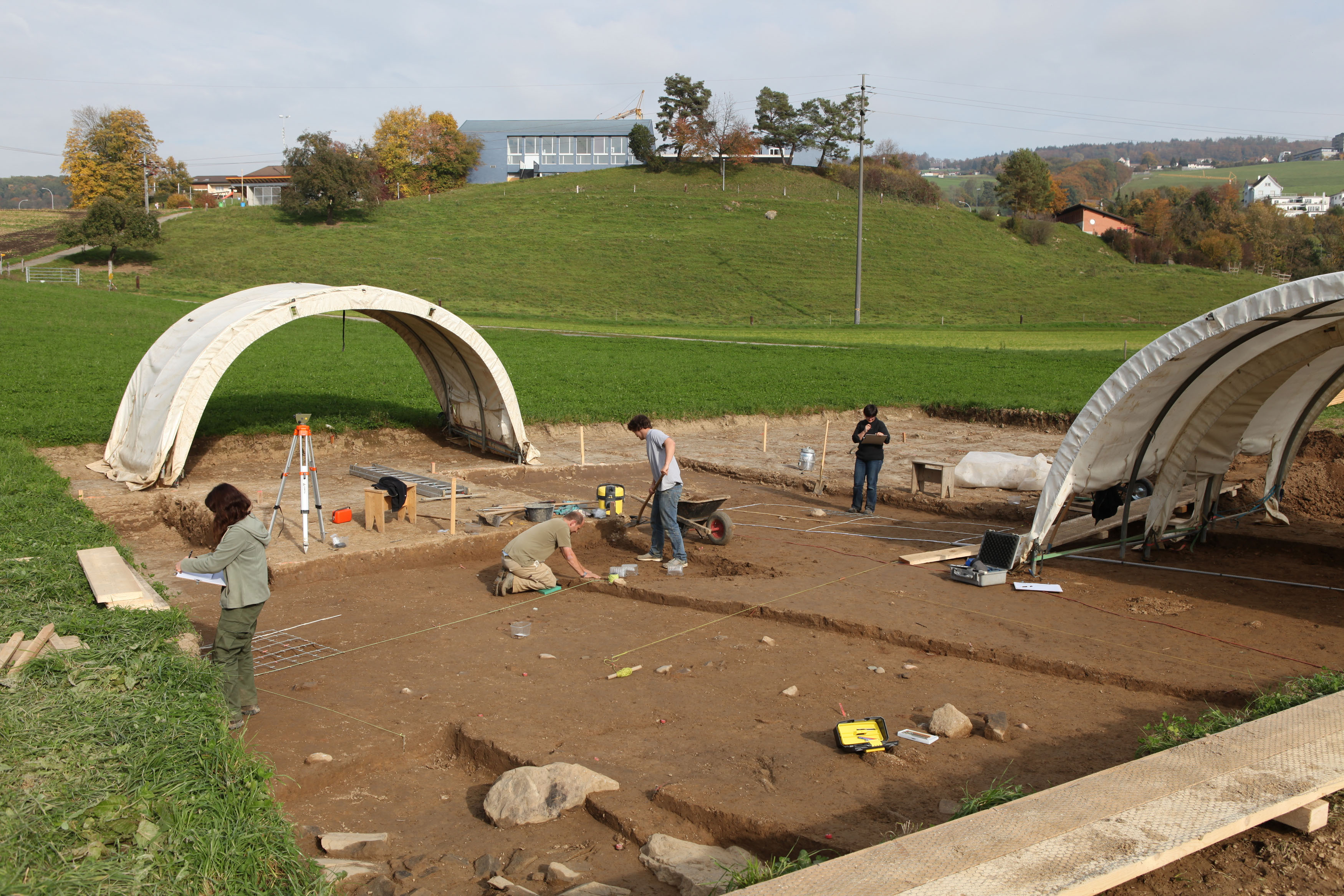
Archäologen graben eine jungsteinzeitliche Fundstelle in Künten AG aus.

Die Kantonsarchäologie Aargau ist eine Fachstelle mit dem gesetzlichen Auftrag, die archäologischen Hinterlassenschaften des Kantons Aargau in der Schweiz zu pflegen. Die konkreten Aufgaben der Kantonsarchäologie Aargau sind schützen, untersuchen, sammeln, erforschen und vermitteln. Die Kantonsarchäologie befindet sich in Brugg.

## Aufgaben
Die Kantonsarchäologie trägt die Verantwortung für die rund 2500 im Kanton Aargau bekannten archäologischen Fundstellen. Sie erfasst und kartographiert sie in einer Datenbank. Wann immer möglich sollen diese Bodendenkmäler erhalten und geschützt werden. Ist es nicht möglich sie zu schützen, zum Beispiel bei Bodeneingriffen wie Bauprojekten, führt die Kantonsarchäologie eine Rettungsgrabung durch. Sie dokumentiert die Befunde und birgt und archiviert die Funde. Diese werden inventarisiert, restauriert und sachgerecht eingelagert. Die Kantonsarchäologie koordiniert wissenschaftliche Auswertungen und veröffentlicht die Ergebnisse in Fachpublikationen. Ausserdem vermittelt die Kantonsarchäologie die Erkenntnisse der Öffentlichkeit mit Führungen, Ausstellungen, Videos und weiteren Publikationen.

## Geschichte
Ende des 19. Jahrhunderts und zu Beginn des 20. Jahrhunderts engagierten sich im Kanton Aargau private Vereine und Gesellschaften für die Archäologie. Besonders aktiv waren die Gesellschaft Pro Vindonissa und die Historische Vereinigung Seetal und Umgebung und die Fricktalisch-Badische Vereinigung für Heimatkunde, welche auch Ausgrabungen durchführten. Institutionalisiert wurde die Archäologie 1943, als der damalige Präsident der Historischen Vereinigung Seetal, Reinhold Bosch, zunächst im Nebenamt zum ersten Kantonsarchäologen ernannt wurde. Die Kantonsarchäologie Aargau ist damit die erste Kantonsarchäologie, die in der Deutschschweiz gegründet wurde. Aus dem anfänglichen Einmann-Betrieb entstand in den 1970er-Jahren eine Fachstelle mit mehreren Mitarbeitern.